# Christian Baptiste
Pour les articles homonymes, voir Baptiste.
Christian Baptiste, né le 18 juin 1962 à Pointe-à-Pitre (Guadeloupe), est un homme politique français. Il est maire de Sainte-Anne de 2014 à 2022, avant d'être élu député.

## Biographie
Candidat du Parti progressiste démocratique guadeloupéen (NUPES) dans la deuxième circonscription de la Guadeloupe aux élections législatives françaises de 2022 et opposé au second tour à la secrétaire d'État à la Mer, Justine Benin, il remporte ce scrutin avec 58,65 % des voix et contraint la ministre et députée sortante à quitter le Gouvernement,.
En juin 2024, à la suite de la dissolution de l'Assemblée nationale, il est candidat à sa réélection. Lors du premier tour, il finit en tête avec plus de 41,33 % des voix devant Laurent Petit (RN), qui totalise plus de 17,3 % des voix, synonymes de second tour en raison de la faible participation.